# Amala Shankar
Amala Shankar, nata Nandy (in bengalese অমলা শংকর; Jessore, 27 giugno 1919 – Calcutta, 24 luglio 2020) è stata una ballerina e attrice indiana.

## Biografia
Amala Shankar nacque come Amala Nandy il 27 giugno del 1919. Il padre, Akhoy Kumar Nandy, voleva che i suoi figli fossero interessati alla natura e ai villaggi. Nel 1931, all'età di 11 anni, si recò all'Esposizione Coloniale Internazionale di Parigi. Qui incontrò Uday Shankar e la sua famiglia. La madre di quest'ultimo, Hemangini Devi, le diede un sari da indossare. Si unì alla compagnia di danza di Uday Shankar e successivamente si esibì in tutto il mondo.
Nel 1939, quando si trovava a Chennai con il gruppo di danza di Uday Shankar, le arrivò di notte la proposta di matrimonio. Si sposarono quindi nel 1942. Il loro primo figlio, Ananda Shankar, nacque l'11 dicembre dello stesso anno. Il 7 gennaio del 1955 nacque Mamata Shankar, la secondogenita. Uday Shankar morì nel 1977. Negli ultimi anni, la coppia visse separatamente perché Uday era stato coinvolto sentimentalmente con una ragazza. Rimasta attiva fino agli anni novanta, la sua ultima esibizione è stata il dramma di danza Sita Swayamvar all'età di 92 anni, in cui ha interpretato il ruolo di re Janaka.

## Filmografia

### Cinema
- Kalpana, regia di Uday Shankar (1948)